# Hockingport (Ohio)
Hockingport é um lugar designado pelo censo localizado no condado de Athens no estado estadounidense de Ohio. No Censo de 2010 tinha uma população de 212 habitantes e uma densidade populacional de 174,16 pessoas por km².

## Geografia
Hockingport encontra-se localizado nas coordenadas 39° 11′ 37″ N, 81° 44′ 31″ O. Segundo a Departamento do Censo dos Estados Unidos, Hockingport tem uma superfície total de 1.22 km², da qual 1.1 km² correspondem a terra firme e (9.36%) 0.11 km² é água.

## Demografia
Segundo o censo de 2010, tinha 212 pessoas residindo em Hockingport. A densidade populacional era de 174,16 hab./km². Dos 212 habitantes, Hockingport estava composto pelo 98.11% brancos, o 1.42% eram afroamericanos, o 0% eram amerindios, o 0% eram asiáticos, o 0% eram insulares do Pacífico, o 0% eram de outras raças e o 0.47% pertenciam a duas ou mais raças. Do total da população o 0% eram hispanos ou latinos de qualquer raça.